# Pozycja z ukrytym kadłubem

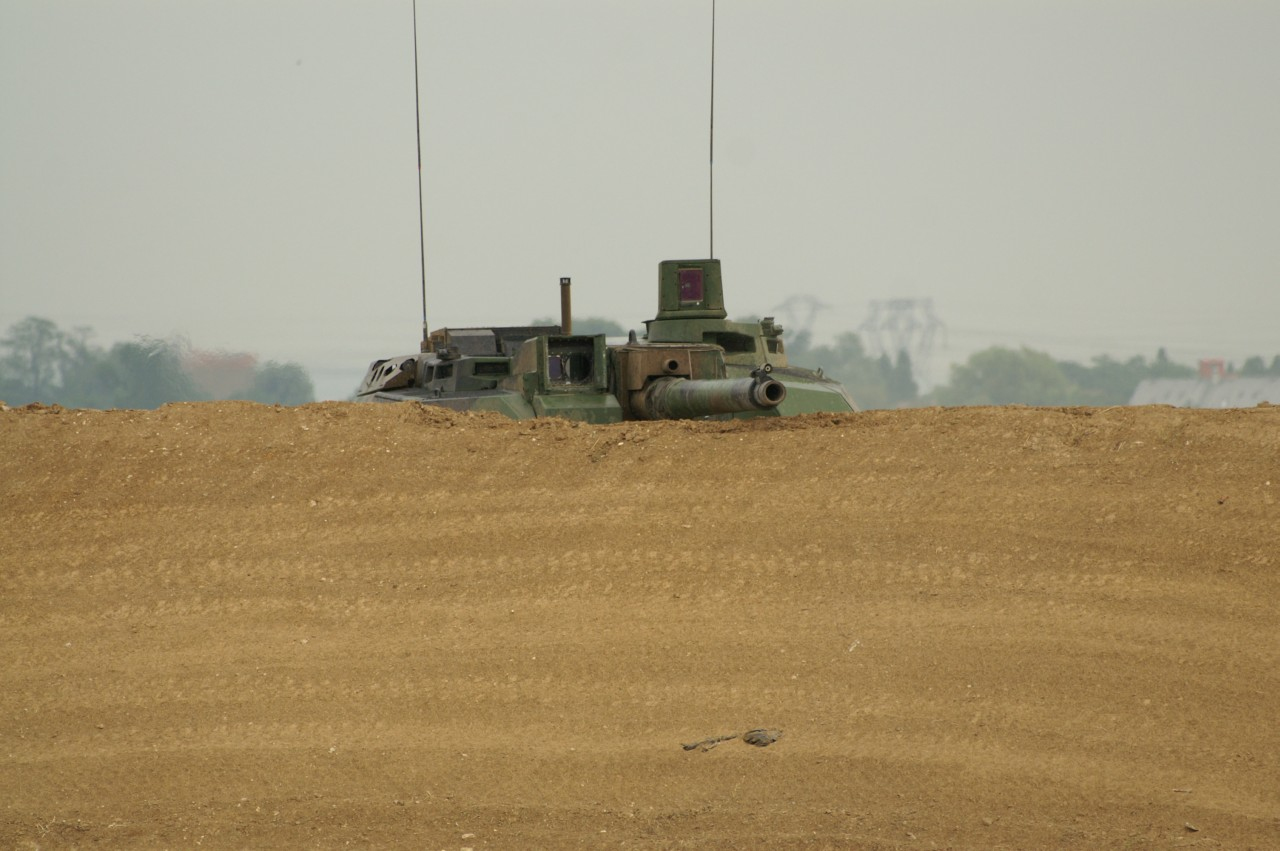
Czołg Leclerc z ukrytym kadłubem

Pojęcie ukrytego kadłuba (ang. hull-down position) odnosi się do sytuacji, w której widoczna jest tylko wieża czołgu. Oprócz tej istnieją jeszcze trzy inne pozycje: odsłonięta, z ukrytą wieżą i w pełni ukryta.
Pozycja z ukrytym kadłubem przyjmowana jest przez wóz bojowy tak, aby jego kadłub pozostawał ukryty najlepiej za wierzchołkiem lub wzniesieniem terenu, a widoczna była jedynie wieża.Takie ustawienie pozwala dokonywać obserwacji i ostrzału terenu podczas gdy kadłub schowany jest przed nieprzyjacielskim ogniem.
Pozycja z ukrytą wieżą jest natomiast pozycją, w której pojazd bojowy znajduje się kilka metrów dalej niż przy przyjęciu pozycji z ukrytym kadłubem. Pozycja ta pozwala załodze dokonywać obserwacji pola z włazu, podczas gdy reszta pojazdu znajduje się poza zasięgiem wzroku nieprzyjaciela.